# George Browne Post
George Browne Post (né le 15 décembre 1837, mort le 28 novembre 1913) était un architecte américain qui s'est essentiellement inspiré du style Beaux-Arts. Il fut l'élève de Richard Morris Hunt, mais à la différence de la plupart des architectes de sa génération, il était ingénieur civil, diplômé de la New York University en 1858. Il est surtout connu pour avoir dessiné le bâtiment de la Bourse de New York, le City College of New York, ou encore le New York World Building qui fut le plus haut bâtiment du monde entre 1890 et 1894.

## Réalisations
- 1875 : Western Union Telegraph Building
- 1890 : New York World Building
- 1901 : Bourse de New York.
- 1902 : Bourse de Montréal, aujourd'hui Théâtre Centaur.
- 1903 : City College of New York.
- 1906 : Capitole de l'État du Wisconsin à Madison.
- 1907 : Cleveland Trust Company Building à Cleveland.